# 慶舎
慶 舎（けい しゃ、生没年不詳）は、中国戦国時代の趙の武将。孝成王・悼襄王に仕えた。

## 経歴
孝成王10年（前256年）、楽乗と共に秦の信梁軍を破る。
悼襄王5年（前240年）、東陽と河外の地の兵を率いて、黄河の梁（はし）を守った。